# Paul Pavel
Pour les articles homonymes, voir Pavel (homonymie) et Kriatchko.
Paul Pavel est un acteur français, né Paul Kriatchko le 17 juillet 1920 dans le 7e arrondissement de Paris, et mort le 2 décembre 2012 à Saint-Jean-du-Gard. Il a tourné également de nombreuses séries télévisées.

## Filmographie

### Cinéma
- 1953 : La nuit est à nous de Jean Stelli
- 1959 : Sergent X de Bernard Borderie
- 1959 : Le Trou de Jacques Becker
- 1959 : Un témoin dans la ville d'Édouard Molinaro : L'inspecteur Pécharel
- 1960 : Le Caïd de Bernard Borderie : Peter
- 1960 : L'Espace d'un matin de Sergio Gobbi : Paul
- 1960 : L'espionne sera à Nouméa de Georges Peclet
- 1960 : Le Sahara brûle de Michel Gast
- 1960 : Un couple de Jean-Pierre Mocky
- 1960 : Une aussi longue absence d'Henri Colpi
- 1961 : Snobs ! de Jean-Pierre Mocky : Un joueur
- 1962 : Vivre sa vie de Jean-Luc Godard : Le journaliste
- 1963 : Les Vierges de Jean-Pierre Mocky : Un artiste
- 1963 : Les Grands Chemins de Christian Marquand : Un voyageur
- 1963 : Maigret voit rouge de Gilles Grangier : Un inspecteur
- 1963 : Les Parapluies de Cherbourg de Jacques Demy
- 1963 : La Tulipe noire de Christian-Jaque
- 1964 : Compartiment tueurs de Costa-Gavras : Rivolani
- 1964 : L'Insoumis d'Alain Cavalier : Félicien
- 1964 : Requiem pour un caïd de Maurice Cloche : Roger Dubois alias « La Grenouille »
- 1964 : Le Vampire de Düsseldorf de Robert Hossein - Lehndorf
- 1964 : Week-end à Zuydcoote d'Henri Verneuil
- 1964 : Les Siffleurs (Viheltäjät) d'Eino Ruutsalo - Guy
- 1965 : La Grosse Caisse d'Alex Joffé : Un machiniste
- 1965 : La Métamorphose des cloportes de Pierre Granier-Deferre
- 1965 : Le Tonnerre de Dieu de Denys de La Patellière : L'ami de Marcel
- 1965 : Un milliard dans un billard de Nicolas Gessner : Le brigadier
- 1966 : La Sentinelle endormie de Jean Dréville : Le sergent Laurent
- 1966 : Avec la peau des autres de Jacques Deray : Un tueur d'Ermolov
- 1967 : Fantomas contre Scotland Yard d'André Hunebelle : Un membre de la mafia
- 1966 : Martin soldat de Michel Deville : L'employé de la Comédie Française
- 1966 : La Nuit des généraux d'Anatole Litvak : Le suspect de Hambourg
- 1966 : La Vingt-cinquième Heure d'Henri Verneuil : Un prisonnier
- 1967 : La mariée était en noir de François Truffaut
- 1967 : Tante Zita de Robert Enrico
- 1968 : Baisers volés de François Truffaut : Julien
- 1968 : Traquenards de Jean-François Davy
- 1968 : La Voie lactée de Luis Buñuel
- 1969 : Appelez-moi Mathilde de Pierre Mondy
- 1969 : Trop petit mon ami d'Eddy Matalon : Paul Bastiani
- 1970 : L'Ardoise de Claude Bernard-Aubert : Bastien
- 1970 : La Peau de Torpedo de Jean Delannoy :  Un inspecteur
- 1970 : La Débauche ou les amours buissonnières de Jean-François Davy
- 1970 : Un beau monstre de Sergio Gobbi
- 1970 : L'Amour oui ! mais... de Philippe Schneider : Le chimiste
- 1971 : Le Journal d'un suicidé de Stanislav Stanojevic : Le condamné à mort
- 1971 : L'Odeur des fauves de Richard Balducci
- 1972 : La Table de la première pierre de Bernard Gesbert, Gérard Gozlan et Guy Chalon (court métrage)
- 1973 : Toute une vie de Claude Lelouch
- 1973 : Le Bal du vaudou (Una gota de sangre para morir amando) d'Eloy de la Iglesia
- 1973 : Bananes mécaniques de Jean-François Davy
- 1974 : Le Seuil du vide de Jean-François Davy
- 1974 : Impossible... pas français de Robert Lamoureux
- 1974 : Le Bougnoul de Daniel Moosmann
- 1975 : Les Ambassadeurs de Naceur Ktari : Un journaliste
- 1975 : Sérieux comme le plaisir de Robert Benayoun
- 1977 : Mimì Bluette... fiore del mio giardino de Carlo Di Palma
- 1982 : Les Misérables de Robert Hossein
- 1985 : Le Soulier de satin de Manoel de Oliveira
- 1988 : Un monde sans pitié d'Éric Rochant
- 1993 : L'Irrésolu de Jean-Pierre Ronssin
- 1995 : L'Appartement de Gilles Mimouni : Le bijoutier
- 1996 : Les Deux Papas et la Maman de Jean-Pierre Longval et Smaïn
- 1996 : Le Déménagement d'Olivier Doran : Le vieux roumain
- 1998 : Les Boys 2 de Louis Saïa : Le vagabond
- 1999 : Une liaison pornographique de Frédéric Fonteyne : Joseph Ligneaux
- 2004 : Le Cou de la girafe de Safy Nebbou : M. Achraf

### Télévision
- 1963 : L'inspecteur Leclerc enquête de Maurice Delbez, épisode : Les revenants : Gros Louis
- 1963 : La Route série télévisée de Pierre Cardinal
- 1964 : Quand le vin est tiré ... (Les Cinq Dernières Minutes no 29), de Claude Loursais
- 1969 : Fortune d'Henri Colpi
- 1973 : Le Jardinier de Antoine-Léonard Maestrati : Un clochard
- 1975 : Pilotes de courses, série télévisée de Robert Guez : l'acheteur de la Dauphine
- 1975 : Les Enquêtes du commissaire Maigret (série télévisée) épisode La Folle de Maigret de Claude Boissol : Goldberg
- 1976 : Les Brigades du Tigre, épisode Le crime du sultan de Victor Vicas
- 1978 : Les Cinq Dernières Minutes épisode Les Loges du crime de Jean Chapot
- 1982 : Julien Fontanes, magistrat de François Dupont-Midy, épisode : Une fine lame
- 1986 : Médecins de nuit d'Emmanuel Fonlladosa, épisode : Le Mot de passe (série télévisée)